# Fludiazepam
Fludiazepam (INN) je léčivo ze třídy benzodiazepinů, blízce příbuzné diazepamu a známé též pod obchodní značkou Erispan. Působí skrze zesílení GABAergní inhibice; jeho afinita k benzodiazepinovým receptorům je čtyřikrát větší než u diazepamu. Má anxiolytické, antikonvulzivní, sedativní, hypnotické a myorelaxační účinky. Vykazuje potenciál ke vzniku závislosti a drogového zneužívání.
V Česku není registrován žádný léčivý přípravek obsahující fludiazepam.